# 迷果芹属
迷果芹属（学名：Sphallerocarpus）是伞形科下的一个属，为草本植物。该属仅有迷果芹（Sphallerocarpus gracilis）一种，分布于西伯利亚东部和中国西北部至东北部。

## 下属物种
本属包括以下物种：
- 迷果芹 Sphallerocarpus gracilis (Besser ex Trevis.) Koso-Pol.